# استاروکایپانوو
استاروکایپانوو (انگلیسی: Starokaypanovo) یک شهرک در شهرستان تاتیشلینسکی استان باشقیرستان کشور روسیه است.